# Parc Toulousain
Le Parc Toulousain, est un quartier résidentiel au sud de Toulouse.

## Histoire
La ville de Toulouse avait acheté en 1901, aux pariers des Moulins du Château-Narbonnais, la partie de leur propriété "livrée à l'agriculture", et envisageait la possibilité d'y créer un parc-promenade, une sorte de "Bois de Boulogne-Toulousain". Mais ce terrain était fort demandé. Il fallut céder une certaine place à d'autres partenaires: l'université, avec les laboratoires d'hydraulique et de mécanique des fluides (17 mai 1920), la ville elle-même, avec l'usine d'incinération des ordures ménagères, dites "gadoues", commencée en 1926, entrée en service le 17 juillet 1928, et l'usine électrique du Ramier, commencée en 1917, terminée en 1922. D'autres parcelles furent cédées à des particuliers : l'ile de Banlève, qualifiée pompeusement de "quartier industriel", avec une vieille tannerie qui fut une cour des miracles, on compta aussi trois industriels locataires de la ville qui installèrent la génératrice électrique de la Maison Sirven. Par la suite, l'Émulation Nautique et le Rowing-Club s'installèrent en bordure du bras-inférieur de la Garonne.
Pour le Parc Toulousain projeté dans la séance du conseil municipal du 9 janvier 1904, on dut abandonner tout projet d'extension vers le sud, car la ville céda les terrains à l'État le 8 octobre 1912 pour l'agrandissement de la poudrerie. Le Grand Ramier, ou devait se limiter le projet, était une île. Il fallait en aménager l'accès, et améliorer le petit pont de bois le reliant à l'îlot de Banlève, et par celui-ci, au pont Saint-Michel. Sa solidité donnait les plus vives inquiétudes. À chaque fête, un service d'ordre était nécessaire pour éviter la surcharge. On établit même un pont de bateaux pour écouler la foule. En 1906, un projet de reconstruction était mis au point, qui fut exécuté... en 1928 et inauguré le 8 juillet de la même année.
La métairie de Banlève devait être démolie : l'ancien fermier des pariers du Moulin, qui détenait encore des pépinières ne quitta les lieux qu'en 1906. Les pépinières de la ville s'installèrent sur ces terrains d'alluvions très favorables. Il fallut même reboiser, les arbres des 445 000 m2 du Parc ayant été fortement négligés par les pariers. En 1904, on employa des ouvriers sans travail aux terrassement et à la création des allées. On y construisit, la même année, un kiosque à musique, et le pavillon de l'exposition forestière qui s'était tenu à la Prairie des Filtres et qui fut transporté au Parc Toulousain pour y servir de buvette. Le Palais des Congrès, édifié en 1906 dans la même Prairie des Filtres pour les concours agricoles, fut également transporté au Parc, pour y abriter le café-restaurent. On renonça à l'entretien de massifs floraux pour causes d'inondations ! En 1930 naissait le Parc municipal des sports. Plusieurs projets avaient été présentés. Celui mis au point par l'Office Public d'Habitations à Bon Marché, conçu par son entrepreneur "Les Charpentiers Toulousains" fut adopté, l'actuelle piscine municipale Alfred-Nakache.